# USS Forrestal (CV-59)
USS Forrestal (oznaczenie taktyczne CV-59, swego czasu także AVT-59 i CVA-59) – lotniskowiec United States Navy z okresu wojny wietnamskiej, pierwszy okręt typu Forrestal.
Budowę USS „Forrestal” rozpoczęto 14 lipca 1952, a jego wodowanie nastąpiło 11 grudnia 1954. Do służby okręt wszedł 1 października 1955.

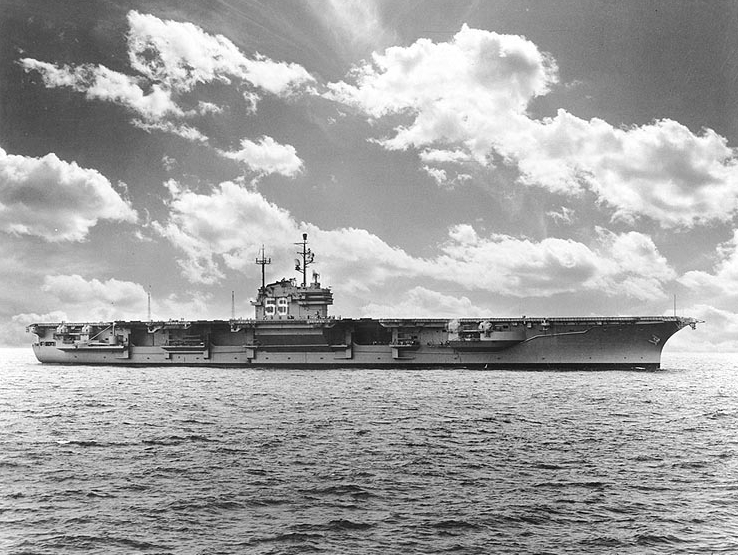
USS „Forrestal” z boku, 1955

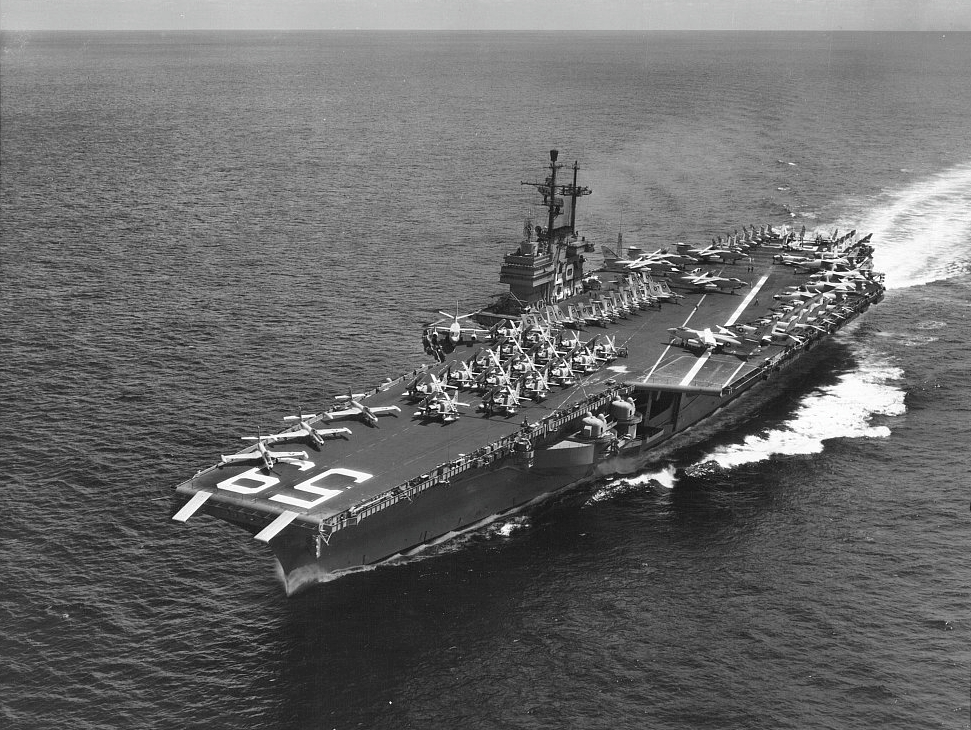
USS „Forrestal” w 1957

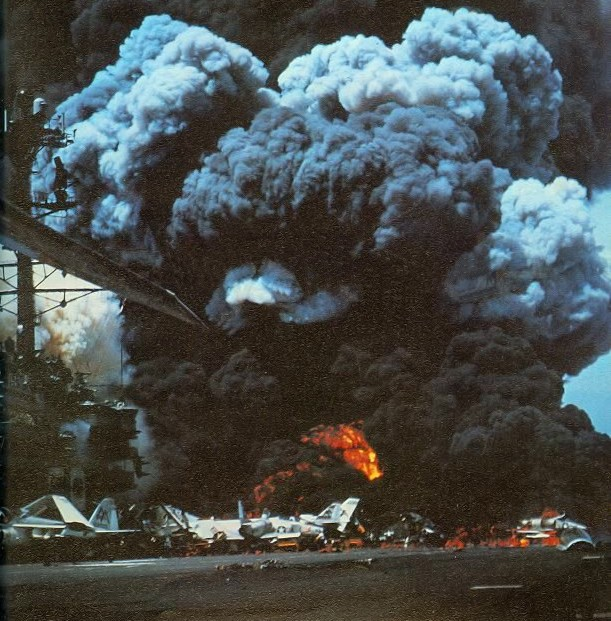
Pożar na USS „Forrestal” w 1967

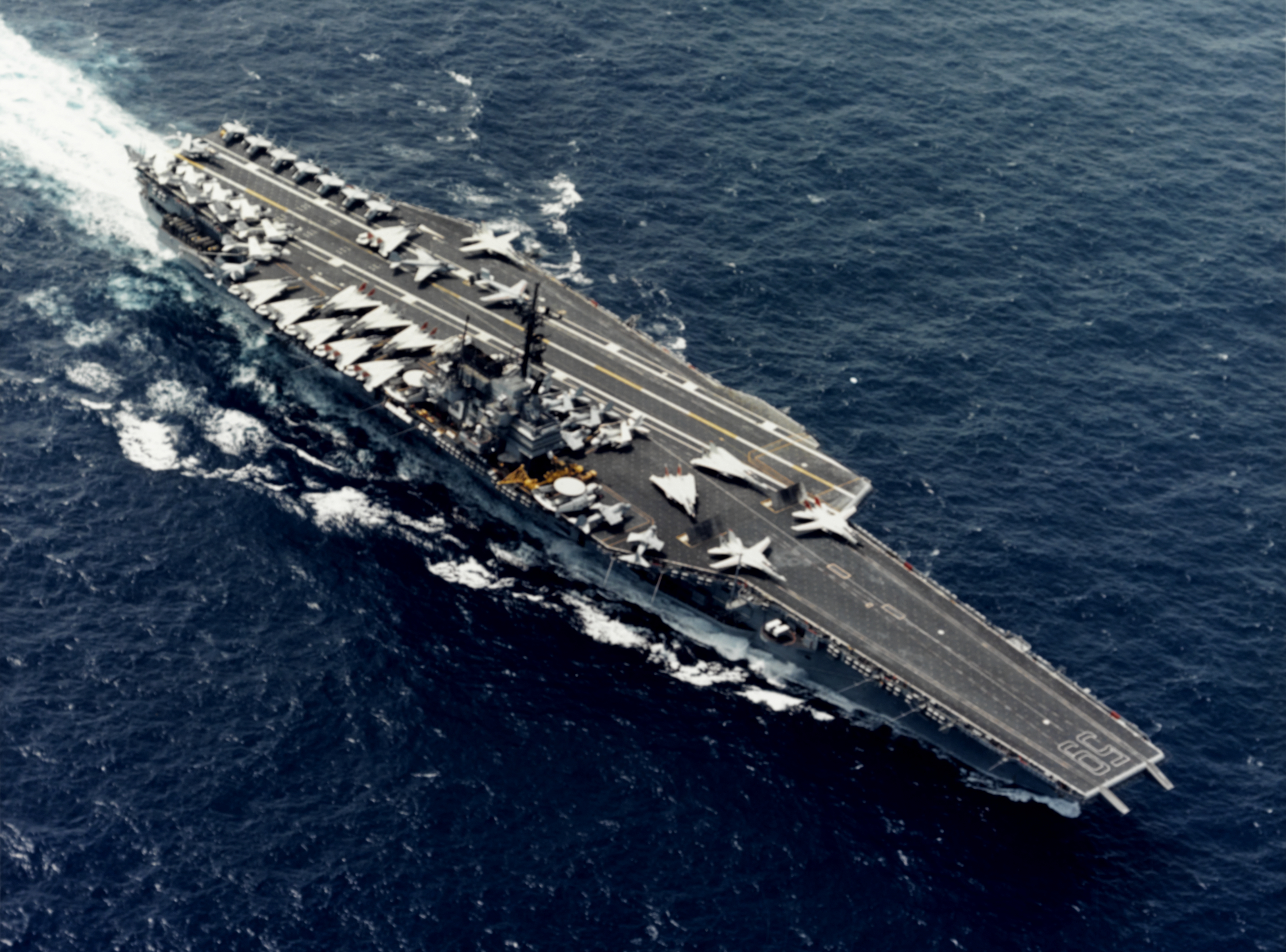
USS „Forrestal” w 1987

## Służba

### Wczesna służba
29 października 1963 roku w ramach prób zaopatrywania nowych lotniskowców, na okręcie lądował i startował z niego samolot transportowy KC-130F Hercules. Powtórnie próby prowadzono 21-22 listopada. Chociaż operacje przebiegały pomyślnie, zdecydowano, że pomysł lądowania tak ciężkich maszyn na pokładach lotniskowców jest zbyt ryzykowny i wymaga świetnie wyszkolonych pilotów (skrzydło mijało nadbudówkę w odległości 5 metrów), a nadto dezorganizuje pozostałe operacje lotnicze w tym czasie.

### Służba w Wietnamie i pożar
„Forrestal” w czerwcu 1967 został wysłany do Wietnamu. Miesiąc później, 29 lipca, na pokładzie wybuchł pożar, podczas którego doszło do eksplozji bomb lotniczych, co doprowadziło do śmierci 134 marynarzy i zranienia 161, a gdyby nie udało się opanować pożaru, to groziło to zatonięciem okrętu. 
O 10.50 czasu lokalnego podczas odłączania zasilania zewnętrznego od samolotu Phantom (przed jego przetoczeniem do katapulty startowej) przypadkowo została odpalona rakieta niekierowana Zuni. Pocisk przeleciał przez pokład i uderzył w samolot A-4 Skyhawk stojący naprzeciwko. Pocisk nie eksplodował (uzbrojenie następowało dopiero po kilkuset metrach lotu), ale rozbił podskrzydłowy zbiornik paliwa, które zapaliło się od iskier i płomienia wylotowego silnika rakietowego; ponadto od wstrząsu przy uderzeniu uległy odpadnięciu (z zamków podskrzydłowych) 2 bomby. Płonące paliwo objęło uderzony i sąsiedni samolot (pilotem którego był John McCain, który zdołał się ewakuować) oraz obie bomby na pokładzie. Pożar zostałby najprawdopodobniej szybko ugaszony przez strażaków, jednak po około 1 minucie eksplodowała 1 bomba na pokładzie otoczona płonącym paliwem, co doprowadziło do eksplozji kolejnych 8 (1 na pokładzie a 7 w sąsiednich samolotach). Eksplozja spowodowała powstanie otworu w pokładzie, przez który do wnętrza okrętu dostało się płonące paliwo. Pożar na pokładzie ugaszono o 12.15, a we wnętrzu o 13.42. Podczas gaszenia pożaru do wnętrza okrętu (na pokład hangarowy) została wlana taka ilość wody morskiej, że zagroziło to przechyłem okrętu i jego zatonięciem — zapobiegło temu szybkie kontrbalastowanie.
Późniejsze dochodzenie wykazało, że za eksplozję odpowiedzialny był materiał wybuchowy w bombach (pochodzących z czasów II wojny światowej), który był bardzo niestabilny w podwyższonej temperaturze. Wtedy na lotniskowcach stosowano już nowsze bomby wypełnione stabilniejszym materiałem wybuchowym (w warunkach, do jakich doszło podczas pożaru, eksplodowałyby najwcześniej po kilku minutach, co dałoby strażakom czas na ugaszenie pożaru, podczas gdy bomby z II wojny światowej mogły wytrzymać co najwyżej 1,5 minuty). Jednakże nowszych bomb zabrakło, więc zdecydowano się na tymczasowe korzystanie z zapasów starych. Ponadto stare bomby znacznie mniej pewnie tkwiły w zamkach w zaczepach samolotów, co spowodowało, że po uderzeniu rakiety odpadły.
W przypadku odpalenia rakiety Zuni z wyrzutni przyczyną były błędy konstrukcyjne i nieprzestrzeganie procedur. Podczas odłączania samolotu od zasilania zewnętrznego (potrzebne do montażu uzbrojenia) i uruchamiania silnika na katapulcie mogło dochodzić do powstawania przepięć w instalacji elektrycznej, które mogły spowodować odpalenie rakiety. Zabezpieczeniem był specjalny przerywacz w układzie elektrycznym, który rozłączał obwód i który miał być usuwany przez obsługę pokładową dopiero po włączeniu silnika samolotu stojącego na katapulcie startowej. Z powodu ryzyka, że obsługa może zapomnieć o usunięciu przerywacza (co uniemożliwiłoby korzystanie z wyrzutni) przywiązana do niego była szeroka taśma, która miała doprowadzić do tego, że przy starcie samolotu przerywacz byłby wyrwany przez pęd powietrza. Okazało się jednak, że przerywacze były wyrywane także przez stosunkowo słabe podmuchy wiatru. Dlatego też do czasu przekonstruowania przerywaczy nakazano, aby obsługa pokładowa podłączała wyrzutnię do instalacji elektrycznej samolotu, dopiero gdy zostanie on ustawiony na katapulcie zamiast jak dotychczas zaraz po zainstalowaniu wyrzutni. Instrukcja ta nie była jednak przestrzegana przez załogi lotniskowców (postępowano jak dotychczas), ponieważ z powodu wad wtyczek okazała się bardzo niepraktyczna w warunkach bojowych. Wtyczki w przewodach łączących (zwane żargonowo „świńskimi ogonkami”) były wykonane z nietrwałego tworzywa, co powodowało, że szybko się zużywały i mogły luźno tkwić w gniazdkach, co z kolei groziło ich rozłączeniem się podczas lotu (co także uniemożliwiłoby korzystanie z wyrzutni). Dotychczas podczas montażu wyrzutni obsługa pokładowa wetknąwszy wtyczki do gniazdek sprawdzała stan połączeń i w przypadku luzu wymieniała przewód lub przewody. W przypadku samolotu na katapulcie zarówno wymiana przewodu na miejscu, jak i ściągnięcie samolotu z katapulty w tym celu opóźniało start innych maszyn; alternatywne rozwiązanie polegające na starcie samolotu z kolei wiązałoby się albo z wykonywaniem misji bojowej bez części uzbrojenia, albo koniecznością wyłączenia samolotu z udziału w misji i oczekiwaniem w powietrzu na start innych maszyn, aby móc wylądować.
91 marynarzy zginęło na pokładzie hangarowym, co wynikło z ich niedostatecznego przeszkolenia w działaniach podczas pożaru (większość z nich by się uratowała).
Za wlanie dużej ilości wody morskiej do wnętrza okrętu i opóźnienie ugaszenia pożaru odpowiadało także niedostateczne wyszkolenie pożarowe załogi. Podczas eksplozji bomb zginęli lub zostali ranni prawie wszyscy strażacy, więc gaszeniem pożaru zajmowali się inni członkowie załogi. Przy gaszeniu płonącego paliwa część z nich stosowała strumienie wody morskiej zamiast piany gaśniczej i mgły wodnej oraz gaśnic, co prowadziło do rozbryzgiwania i rozlewania się płonącego paliwa, co powodowało rozszerzanie się pożaru, który niewyszkoleni marynarze próbowali gasić wlewając coraz więcej wody.
Tragedia na pokładzie „Forrestal” została dokładnie przeanalizowana przez marynarkę amerykańską, przez co wprowadzono wiele zmian zabezpieczających inne okręty przed podobną katastrofą:
- wprowadzono obowiązek przejścia podstawowego przeszkolenia pożarowego dla całej załogi,
- wycofano bomby pochodzące z II wojny światowej,
- wymieniono przerywacze i kable łączące.

### Dalsza służba
Od 1977 roku lotniskowiec bazował w Mayport na Florydzie. 15 stycznia 1978 podczas ćwiczeń doszło do wypadku, kiedy lądujący A-7E Corsair uderzył w drugi A-7E i samolot EA-6B Prowler. Na skutek wypadku i pożaru zginęło dwóch i rany odniosło 10 członków załogi. Od kwietnia do października 1978 roku „Forrestal” przebywał na Morzu Śródziemnym, w składzie 6. Floty, biorąc udział w licznych ćwiczeniach NATO, w tym także ćwiczeniach Northern Wedding na Morzu Północnym we wrześniu (m.in. z lotniskowcem HMS „Ark Royal”). W trakcie służby tam lotniskowiec borykał się z kilkoma drobnymi pożarami, a w wypadkach utracono cztery samoloty (2 A-7E, 1 F-4J i 1 KA-6D, zginął 1 lotnik). 21 września 1979 doszło do wypadku przy lądowaniu myśliwca F4-J (jeden ranny).  W związku z napięciem na Bliskim Wschodzie, lotniskowiec ponownie przebywał na Morzu Śródziemnym od grudnia 1979 r. do kwietnia 1980 r. i od marca do września 1981 r. 18 sierpnia 1981 r. „Forrestal” wspólnie z lotniskowcem USS „Nimitz” ćwiczył u wybrzeży Libii. Siły amerykańskie były prowokowane przez samoloty libijskie, w efekcie doszło do zestrzelenia przez samoloty „Nimitza” dwóch libijskich Su-22. Od czerwca 1982 r. „Forrestal” ponownie operował na Morzu Śródziemnym, a 12 września przeszedł przez Kanał Sueski i działał następnie na Oceanie Indyjskim w składzie 7. Floty (zastępując USS „Ranger”) do listopada 1982 r., kiedy powrócił do bazy w Mayport. Od stycznia 1983 r. do maja 1985 r. okręt przechodził remont połączony z modernizacją w Filadelfii. M.in. zainstalowano trzy zestawy artyleryjskie Mk 15 Phalanx CIWS. Próby i szkolenie po remoncie trwało do września 1985 roku
Od czerwca do listopada 1986 lotniskowiec przebywał ponownie na Morzu Śródziemnym; utracono przy tym w wypadku myśliwiec F-14A (1 ofiara). W sierpniu-wrześniu 1987 brał udział w ćwiczeniach Ocean Safari'87 na północnym Atlantyku i u wybrzeży Norwegii. W lutym 1988 lotniskowiec w ramach nagrody za wyniki w ćwiczeniach zawinął z wizytą (liberty call) do Nowego Orleanu, będąc największym okrętem jaki do tamtej pory wszedł tak daleko w górę Missisipi. Od maja 1988 „Forrestal” operował na Oceanie Indyjskim i Morzu Arabskim, biorąc udział w operacji Earnest Will osłaniania zbiornikowców w rejonie Zatoki Perskiej. W sierpniu 1988 przeszedł na Morze Śródziemne, a następnie Morze Norweskie, dochodząc za koło podbiegunowe. 7 października 1988 okręt powrócił do USA, po 202 dniach poza bazą, w tym tylko 15 dniach pobytów w portach.
9 października 1989 na okręcie wybuchł pożar, który został opanowany (9 członków załogi odniosło rany). Na przełomie listopada i grudnia 1989 r. „Forrestal” ochraniał spotkanie prezydenta USA George'a Busha i Michaiła Gorbaczowa na Malcie. Przebywał następnie na Morzu Śródziemnym do kwietnia 1990 r. Od czerwca do grudnia 1991 r. został skierowany na Morze Śródziemne dla wzmocnienia sił przebywających tam po zakończeniu wojny w Zatoce Perskiej. Wypadkom w tym czasie uległy cztery samoloty (1 E2C, 1 A-6E, 1 S-3B, 1 F/A-18A, 1 zabity). W grudniu samoloty lotniskowca towarzyszyły przejściu przez Morze Śródziemne radzieckiego lotniskowca „Admirał Kuzniecow”.
4 lutego 1992 roku „Forrestal” został przeklasyfikowany na lotniskowiec szkolny, z nowym numerem burtowym AVT-59 i bazą w Pensacoli, zastępując lotniskowiec „Lexington”. Jako pierwszy okręt USA przyjął wówczas na pokład 300 marynarzy – kobiet. 14 września 1992 rozpoczęto jego adaptację do nowej roli w stoczni w Filadelfii, lecz na początku 1993 roku Marynarka zrezygnowała z posiadania lotniskowca szkolnego i 11 września 1993 roku „Forrestal” został wycofany ze służby i skreślony z listy floty.
Po wycofaniu ze służby, w ciągu kilkunastu następnych lat brak było decyzji o dalszych losach okrętu, który był kilkakrotnie przeholowany między Filadelfią a Newport. Rozważano zachowanie go jako muzeum, lecz nie doszło ostatecznie do tego. Okręt został ostatecznie sprzedany na złom w 2013 roku. 

## Grupa powietrzna
Typy statków powietrznych wchodzące w skład grupy powietrznej w wybranych latach:
- 1957:

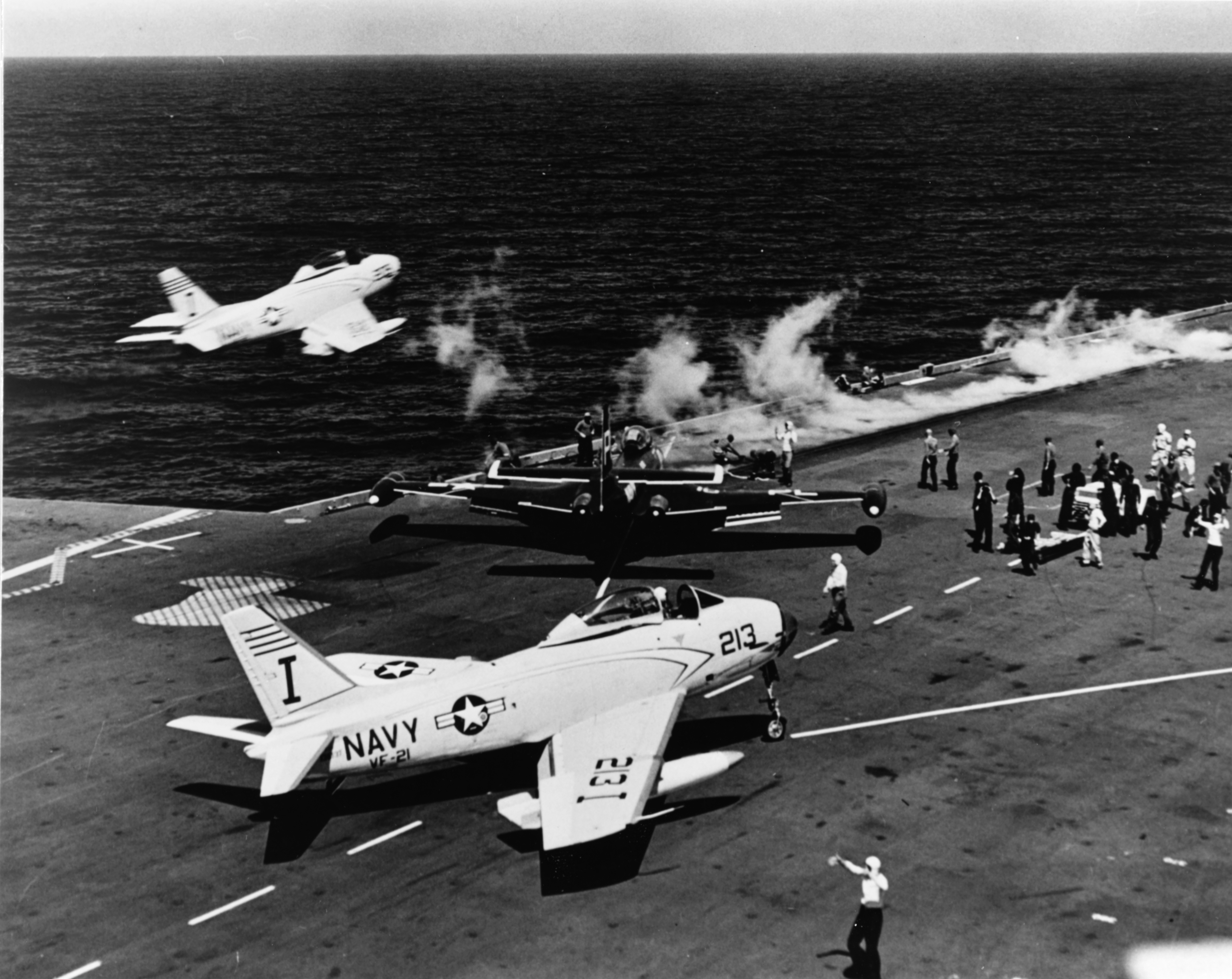
FJ-3 Fury i F2H-2P Banshee na pokładzie "Forrestala", 1956

  - myśliwce: F3H-2N Demon, FJ-3M Fury,
  - szturmowe: AD-6 Skyraider, F9F-8B Cougar, AJ-1 Savage,
  - wczesnego ostrzegania: AD-5W Guppy, AD-5N Skyraider, rozpoznawcze: F2H-2P Banshee,
  - śmigłowce: HUP-2 Retriever
- 1959:
  - myśliwce: F4D-1 Skyray, F8U-1 Crusader,
  - szturmowe: A4D-2 Skyhawk, AD-6 Skyraider, A3D-2 Skywarrior,
  - wczesnego ostrzegania: WF-2 Tracer, rozpoznawcze: F8U-1P Crusader,
  - śmigłowce: HUP-2 Retriever[7]

- 1962:

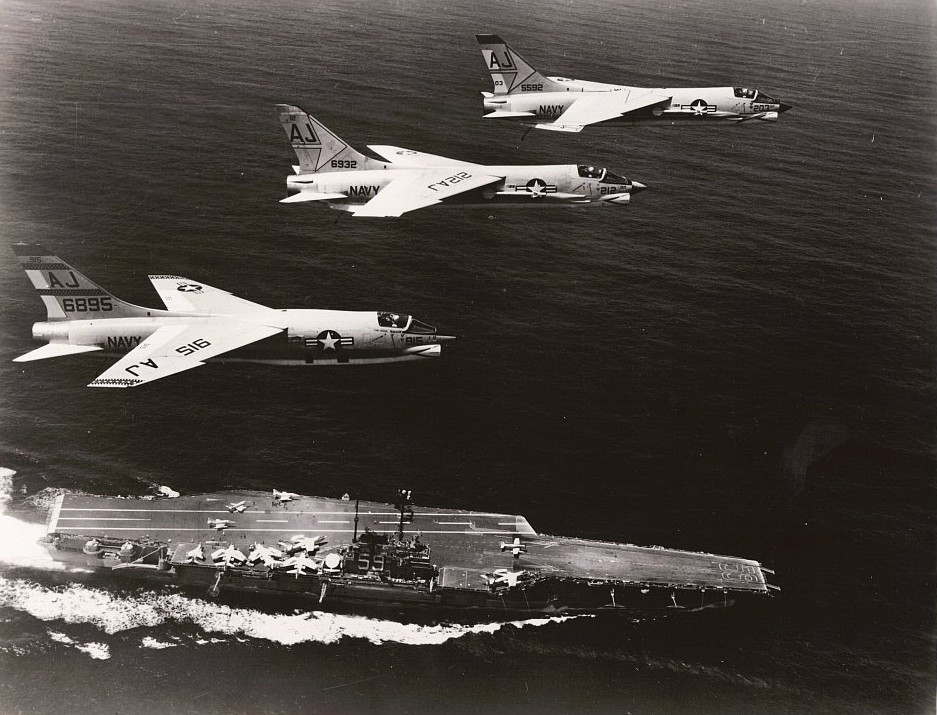
Myśliwce F-8 Crusader nad "Forrestalem", 1962

  - myśliwce: F4H-1 (F-4B) Phantom, F8U-2N (F-8E) Crusader,
  - szturmowe: A4D-2 (A-4E) Skyhawk, AD-6 (A-1) Skyraider, A3D-2 (A-3B) Skywarrior,
  - wczesnego ostrzegania: WF-2 (E-1B) Tracer, rozpoznawcze: F8U-1P (RF-8A) Crusader,
  - śmigłowce: HUP-3 Retriever[7]
- 1967:
  - myśliwce: F-4B Phantom,
  - szturmowe: A-4E/A-4C Skyhawk, A-6A Intruder, KA-3B Skywarrior,
  - wczesnego ostrzegania: E-2A Hawkeye, rozpoznawcze i walki radioelektronicznej: RA-5C Vigilante, RA-3B Skywarrior,
  - śmigłowce: UH-2A Seasprite[7]
- 1971:
  - myśliwce: F-4B Phantom,

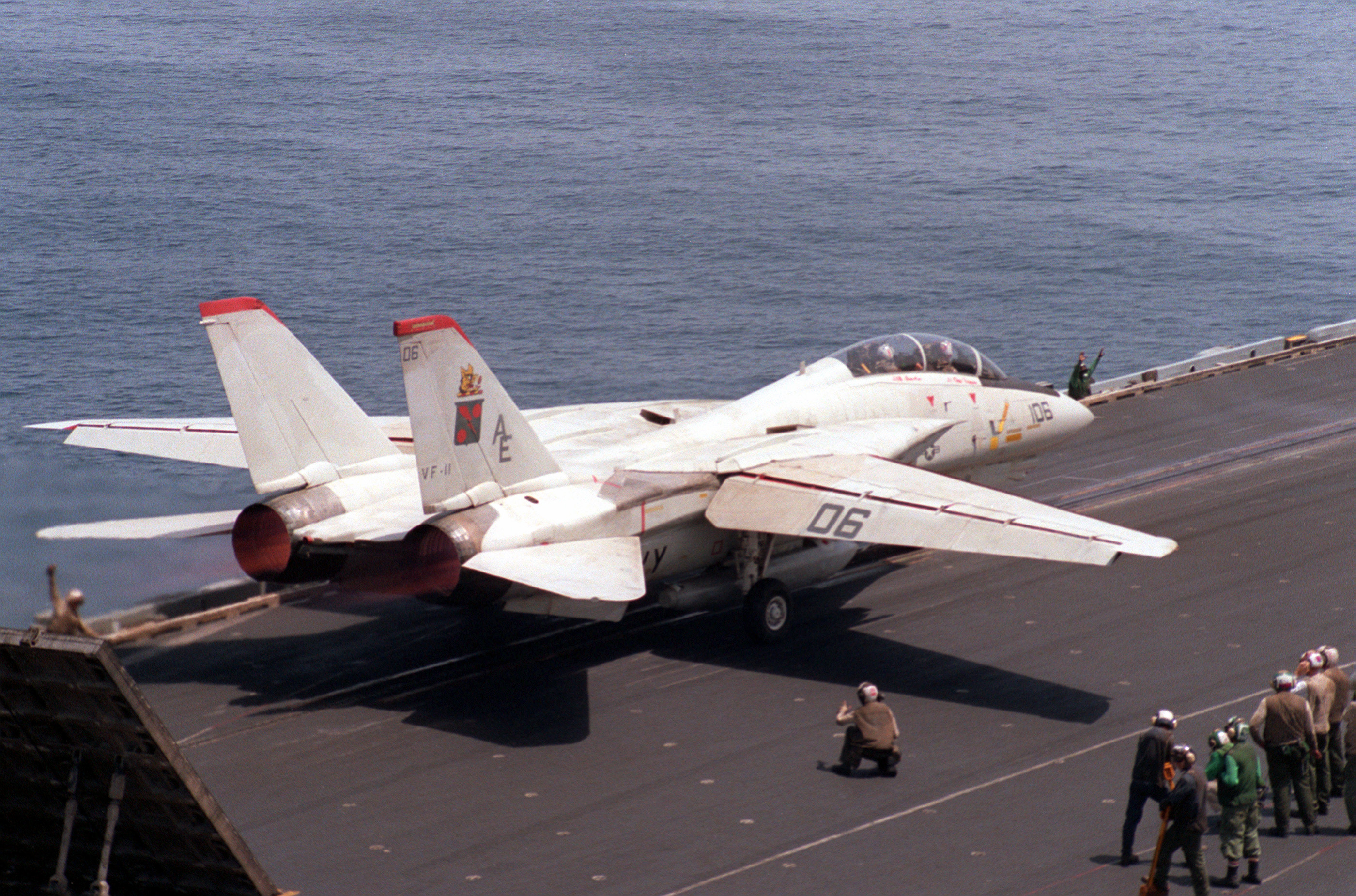
Myśliwiec F-14A na pokładzie "Forrestal"

  - szturmowe: A-7E Corsair, A-6A/KA-6D Intruder,
  - wczesnego ostrzegania: E-2B Hawkeye, rozpoznawcze i walki radioelektronicznej: RA-5C Vigilante, EA-6B Prowler,
  - śmigłowce: SH-3D Sea King[7]
- 1974: 
  - myśliwce: F-4J Phantom,
  - szturmowe: A-7E Corsair, A-6E/KA-6D Intruder,
  - wczesnego ostrzegania: E-2B Hawkeye, rozpoznawcze i walki radioelektronicznej: RA-5C Vigilante, EA-6B Prowler,
  - śmigłowce: SH-3D Sea King[8]

- 1986:
  - myśliwce: F-14A Tomcat,
  - szturmowe: A-7E Corsair, A-6E/KA-6D Intruder,
  - wczesnego ostrzegania: E-2C Hawkeye, rozpoznawcze i walki radioelektronicznej: EA-6B Prowler, ZOP S-3A Viking,
  - śmigłowce: SH-3H Sea King[8]
- 1991: myśliwce: F-14A Tomcat, F/A-18 Hornet,
  - szturmowe: A-6E Intruder,
  - wczesnego ostrzegania: E-2C Hawkeye, rozpoznawcze i walki radioelektronicznej: EA-6B Prowler, ZOP S-3B Viking,
  - śmigłowce: SH-3H Sea King[8]